# Leroy George
Leroy George (Paramaribo, 21 april 1987) is een Nederlands profvoetballer van Surinaamse afkomst die doorgaans in de aanval speelt.

## Loopbaan

### FC Utrecht
George voetbalde achtereenvolgens bij de Amsterdamse amateurverenigingen AFC DWS, Fortius en ZSGOWMS (Zonder Samenspel Geen Overwinning en Wilskracht Maakt Sterk), alvorens te worden opgemerkt door FC Utrecht en in de jeugdopleiding te belanden. Hij maakte zijn debuut op 13 april 2007 in een met 1-1 gelijkgespeelde uitwedstrijd tegen Sparta Rotterdam, waar de aanvaller aan het begin van de tweede helft inviel voor Etienne Shew-Atjon en in de 68e minuut de gelijkmaker scoorde. Hij zou dat seizoen nog tweemaal zijn opwachting maken in de hoofdmacht.
Het daaropvolgende jaar was George basisspeler in het eerste elftal; hij miste één wedstrijd vanwege een schorsing en vond zevenmaal het doel. Aan het eind van het seizoen werd bekendgemaakt dat zijn contract ondanks enkele problemen met zijn zaakwaarnemer was verlengd tot medio 2011. De rechterspits begon goed aan de jaargang 2008-2009, maar door een toenemende vormcrisis verloor hij na enkele weken zijn basisplaats en werd hij vanwege het feit dat hij "een ongemotiveerde indruk maakte" door hoofdtrainer Willem van Hanegem teruggezet naar het beloftenelftal. Een week later werd hij echter weer in genade aangenomen, en sindsdien speelde hij het overgrote deel van de wedstrijden mee. Na het seizoen 2008/09 belandde hij op een zijspoor en speelde hij bijna niks meer. In het seizoen 2009/10 speelde hij acht competitiewedstrijden en aan het einde van het seizoen kreeg hij te horen dat hij niet meer nodig was bij de club.

### N.E.C.
Op 20 juli maakte N.E.C. bekend dat het George voor één seizoen gecontracteerd had. De club legde in zijn contract een optie vast op nog twee seizoenen. Op 22 januari 2012 zorgde George ervoor dat N.E.C. voor het eerst sinds 33 jaar weer eens uit won van Vitesse. George scoorde in de 75e minuut en N.E.C. won het duel met 0-1.

### FK Qarabag
In juni 2013 tekende hij voor twee seizoenen bij FK Qarabağ uit Azerbeidzjan. Met zijn club won hij de Premyer Liqası in 2013/14 en 2014/15 en de Beker van Azerbeidzjan in 2014/15. George tekende in juli 2015 vervolgens een contract voor twee jaar bij Göztepe Izmir, dat net was gepromoveerd naar de TFF 1. Lig. Dat verruilde hij in januari 2017 voor Adana Demirspor, dan eveneens actief in de TFF 1. Lig. In de zomer van 2017 zat hij zonder club en in september verbond hij zich voor het seizoen 2017/18 aan het Australische Melbourne Victory. Met zijn club won hij de A-League 2017/18. In juli 2018 tekende George een eenjarig contract bij Baniyas SC. In juli 2019 mocht hij vertrekken.  

### Terug in Nederland
Op 26 januari 2021 werd bekend dat George het seizoen 2020/21 afmaakt bij Fortuna Sittard in de Eredivisie. Hierna speelde hij voor De Treffers in de Tweede divisie en ging medio 2022 naar VVSB dat uitkomt in de Derde divisie. In het seizoen 2022/23 was hij met 24 treffers topscorer van de Derde divisie Zondag. 

## Clubstatistieken

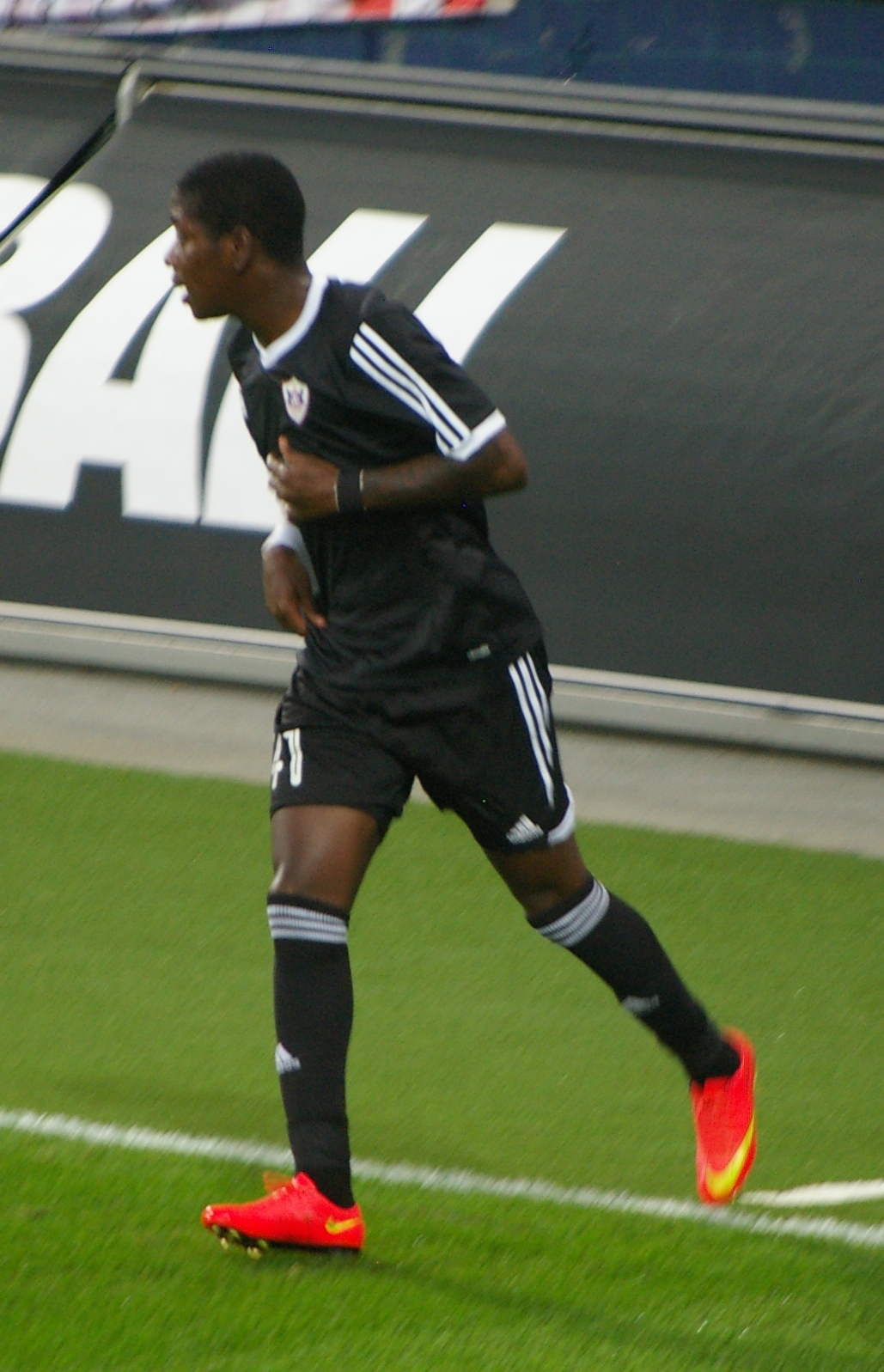
George als speler van FK Qarabağ

| Seizoen | Club              | Competitie     | Competitie | Competitie | Beker | Beker | Overig | Overig | Totaal | Totaal |
| Seizoen | Club              | Competitie     | Wed.       | Dlp.       | Wed.  | Dlp.  | Wed.   | Dlp.   | Wed.   | Dlp.   |
| ------- | ----------------- | -------------- | ---------- | ---------- | ----- | ----- | ------ | ------ | ------ | ------ |
| 2006/07 | FC Utrecht        | Eredivisie     | 3          | 1          | 0     | 0     | 4      | 0      | 7      | 1      |
| 2007/08 | FC Utrecht        | Eredivisie     | 33         | 7          | 1     | 0     | 4      | 0      | 38     | 7      |
| 2008/09 | FC Utrecht        | Eredivisie     | 30         | 0          | 1     | 0     | 2      | 1      | 33     | 1      |
| 2009/10 | FC Utrecht        | Eredivisie     | 7          | 0          | 0     | 0     | –      | –      | 7      | 0      |
| 2010/11 | N.E.C.            | Eredivisie     | 22         | 3          | 0     | 0     | –      | –      | 22     | 3      |
| 2011/12 | N.E.C.            | Eredivisie     | 28         | 5          | 3     | 0     | –      | –      | 31     | 5      |
| 2012/13 | N.E.C.            | Eredivisie     | 31         | 3          | 1     | 1     | –      | –      | 32     | 4      |
| 2013/14 | FK Qarabağ        | Premyer Liqası | 32         | 9          | 0     | 0     | 8      | 2      | 40     | 11     |
| 2014/15 | FK Qarabağ        | Premyer Liqası | 28         | 10         | 0     | 0     | 10     | 2      | 38     | 12     |
| 2015/16 | Göztepe Izmir     | 1. Lig         | 26         | 6          | 0     | 0     | –      | –      | 26     | 6      |
| 2016/17 | Göztepe Izmir     | 1. Lig         | 8          | 0          | 7     | 1     | –      | –      | 15     | 1      |
| 2016/17 | Adana Demirspor   | 1. Lig         | 15         | 2          | 0     | 0     | –      | –      | 15     | 2      |
| 2017/18 | Melbourne Victory | A-League       | 26         | 8          | 0     | 0     | 8      | 4      | 34     | 12     |
| 2018/19 | Baniyas SC        | VAE Liga       | 25         | 7          | 0     | 0     | –      | –      | 25     | 7      |
| 2020/21 | Fortuna Sittard   | Eredivisie     | 3          | 0          | 0     | 0     | –      | –      | 3      | 0      |
| 2021/22 | De Treffers       | Tweede Divisie | 31         | 4          | 2     | 0     | –      | –      | 33     | 4      |
| 2022/23 | VVSB              | Derde Divisie  | 27         | 24         | 1     | 0     | 4      | 2      | 32     | 26     |
| 2023/24 | GVVV              | Tweede Divisie | 25         | 2          | 3     | 0     | –      | –      | 28     | 2      |
| Totaal  | Totaal            | Totaal         | 400        | 91         | 19    | 2     | 40     | 11     | 459    | 104    |

## Interlandcarrière
George werd in 2007 en 2008 door trainer Foppe de Haan meerdere malen opgeroepen voor het Nederlands elftal onder 21. Hij speelde op de PARBO Bier Cup 2009 voor een officieus Surinaams elftal.

## Erelijst
Met  FK Qarabağ
| Nationaal                  |    |                  |
| Landskampioen Azerbeidzjan | 2x | 2013/14, 2014/15 |
| Beker van Azerbeidzjan     | 1x | 2014/15          |